# Sericostoma pedemontanum
Sericostoma pedemontanum là một loài Trichoptera trong họ Sericostomatidae. Chúng phân bố ở miền Cổ bắc.